# 大和町 (屏東市)

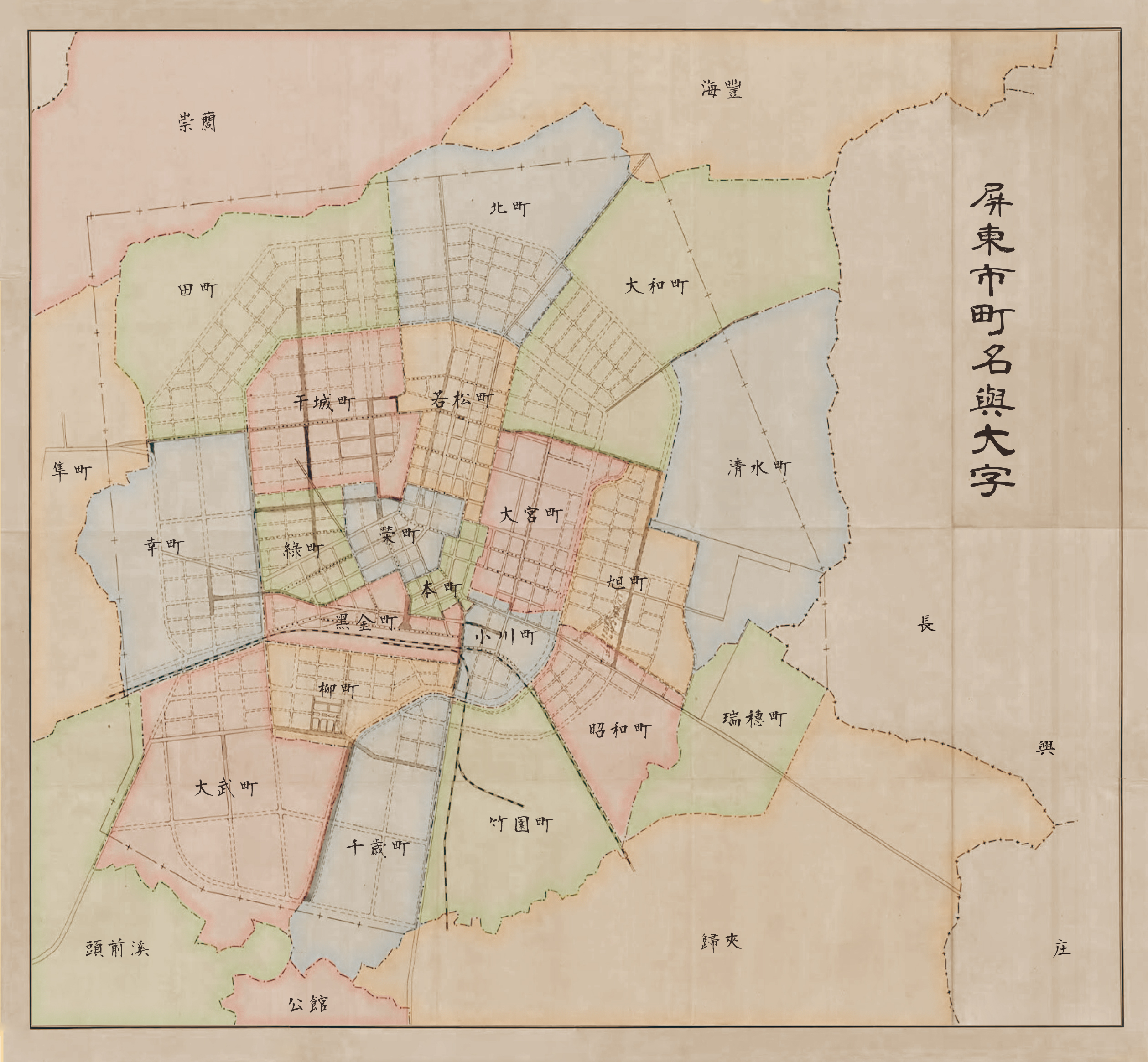
屏東市町名與大字

大和町為屏東市在台灣日治時期的一個行政區，於1939年4月1日設立，為屏東市的21個町之一。大和町的範圍為現今地籍明正段、溝美段和大連段，大約為溝美里、仁愛里、中正里和華山里。

## 町內設施
- 屏東書院
- 屏東市水泳場（1933年設立，位於屏東書院西側）

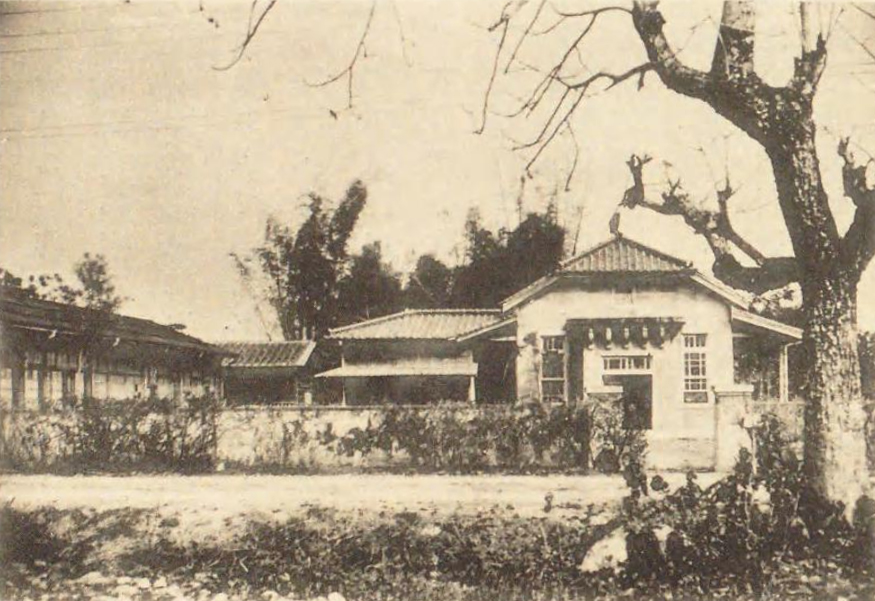
屏東愛生病院

- 屏東市愛生醫院（避病院）